# Zetor
La Zetor Tractors a.s. è un produttore di trattori della Repubblica Ceca. La sede della ditta è a Brno, nella vecchia Moravia, dove nel 1864 si installa un'importante fonderia. Il nome Zetor creato da R.Sapák deriva dall'unione di "Zet" (pronuncia ceca della lettera z, iniziale del marchio di Zbrojovka Brno) e di "or" dalla parola tractor.

## Storia

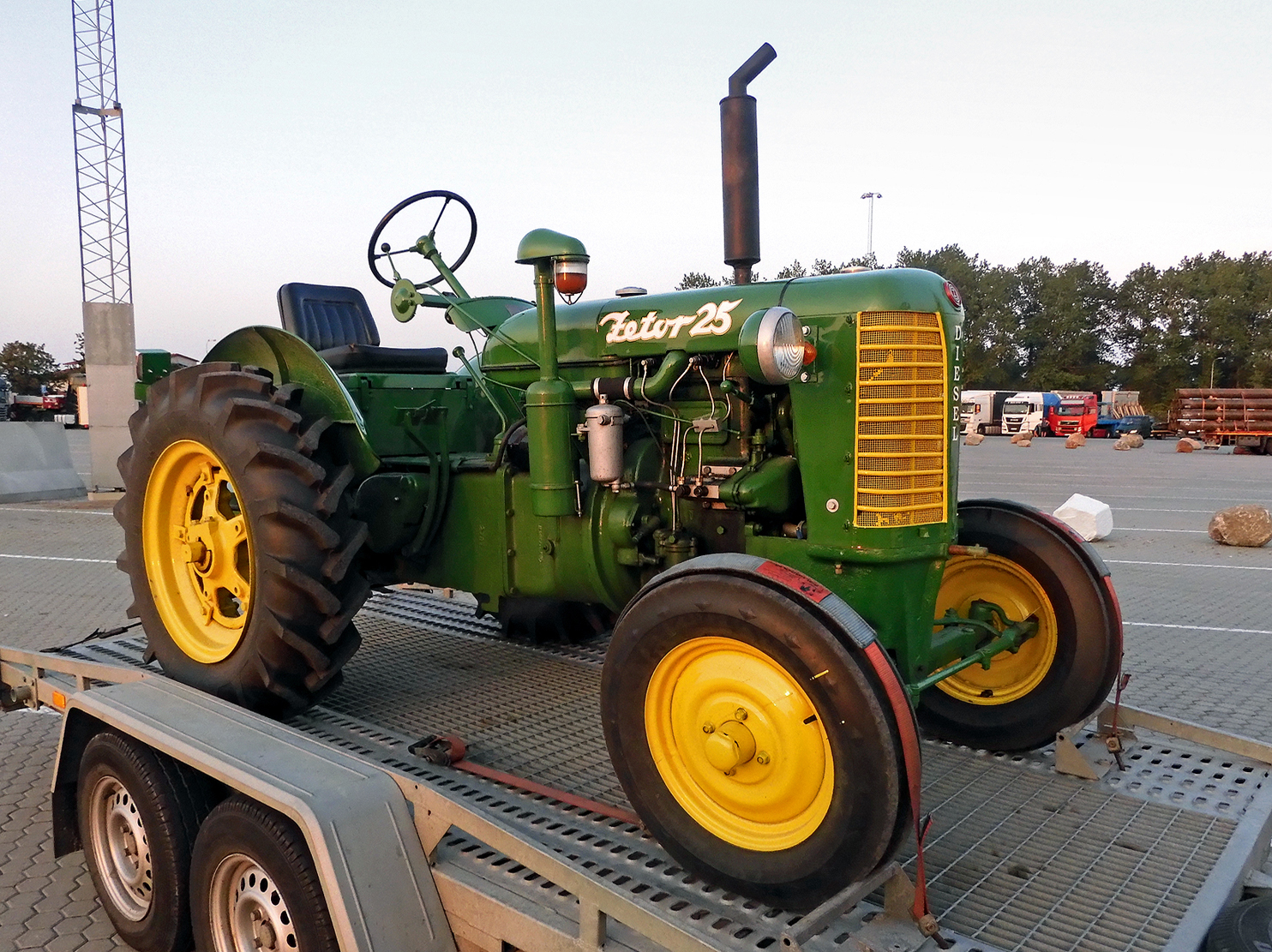
Zetor 25, 1946-1949.

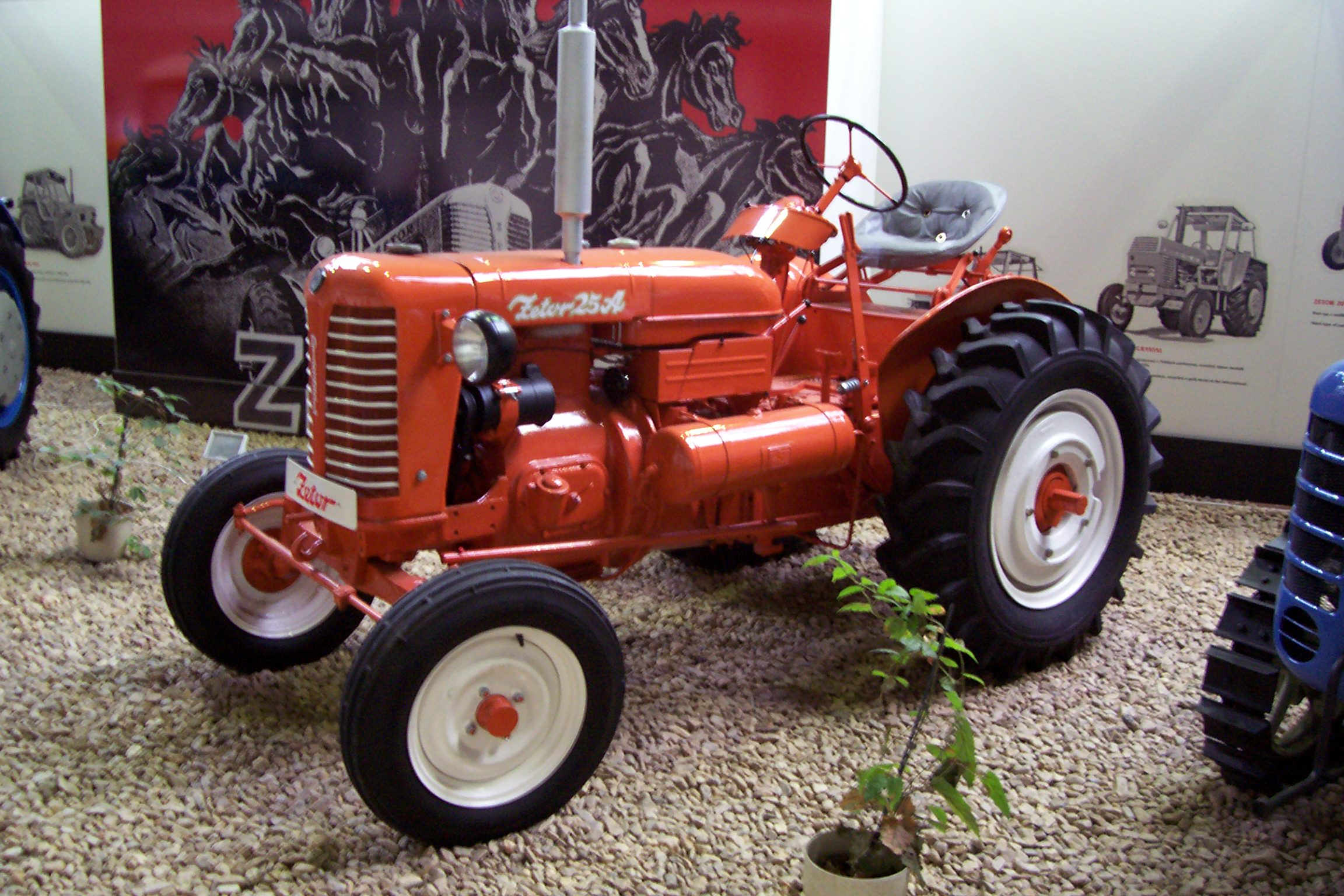
Zetor 25A

Nel 1864 la fonderia faceva parte della Česká Zbrojovka che produceva munizioni, motori e componenti per aerei.
Nel 1944 la fonderia venne distrutta dai bombardamenti alleati; finita la seconda guerra mondiale, sotto l'impulso della ristrutturazione comunista, la fabbrica collabora con il costruttore di aratri Laurin & Klement, e decide di produrre dei trattori. Nasce così il marchio Zetor e il 14 novembre 1945 viene presentato il primo prototipo: lo Zetor 25. Il 17 settembre 1946 inizia la produzione di serie.
Sin dai primi modelli i trattori Zetor sono così ben studiati e realizzati da competere con i migliori trattori occidentali, per questo motivo gli Zetor saranno poco diffusi nei paesi del Comecon sovietico. Quindi la maggior parte della produzione veniva esportata in tutto il Mondo, dall'Europa, agli Stati Uniti passando per India e Cuba.
Nel 1955 l'azienda decide di lanciare dei trattori più potenti. Per fare questo accoppia due motori bicilindrici dello Zetor 25 e crea il Zetor Super 35 a 4 cilindri.

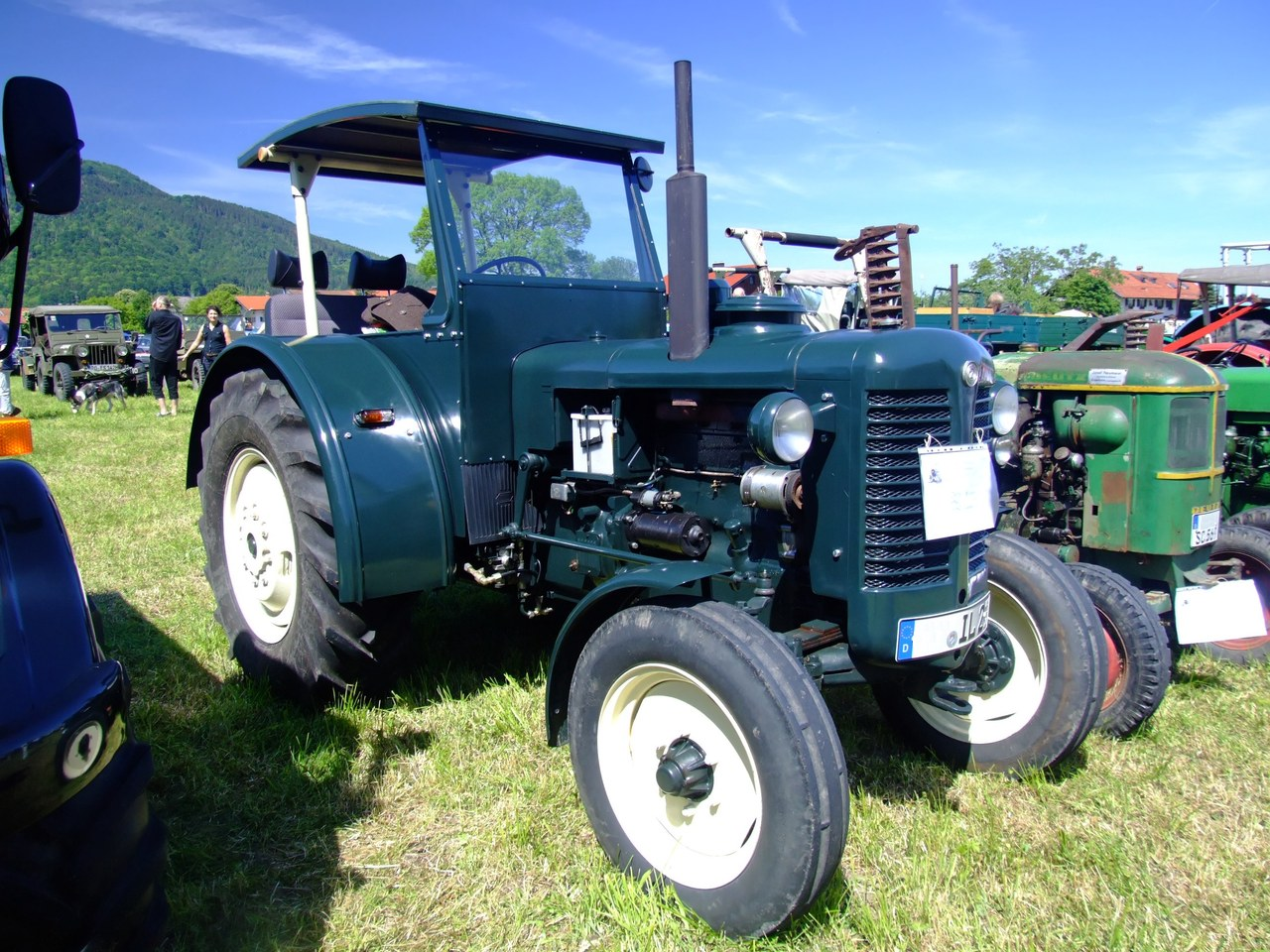
Zetor Super 50

Nel 1960 lo Zetor Super 35 viene sostituito da un modello molto simile, lo Zetor Super 50, che in Europa viene diffuso con il nome di Zetor Super 550. Trattore rustico e semplice dotato di un motore a 4 cilindri diesel da 4156 cm3 sviluppante 50cv a 1500 giri al minuto. Grazie alle sue caratteristiche, ai suoi equipaggiamenti e al costo inferiore ai trattori simili di altri marchi, questo trattore rimase in produzione fino al 1968 vendendo più di 150.000 esemplari.
Nel 1969 il Super 50 venne sostituito dal nuovo Zetor 4511 e dal 1974 dal Zetor 2011 con un motore diesel bicilindrico a iniezione diretta sviluppante 25cv.
La Zetor, alla fine degli anni sessanta, possedeva una quota di mercato del 60%, e acquisì un incredibile successo anche all'estero, grazie ai suoi trattori di eccellente qualità e prezzi di vendita straordinariamente competitivi.
Nel 1971 viene prodotto il nuovo modello Zetor 5748 Allrad a trazione integrale.
Ha prodotto fino al 2001 circa 1,1 milioni di trattori, molti dei quali sono stati esportati (in Asia 134.084) e oltre ai trattori produce anche diversi motori.
Tra i modelli da ricordare vi sono:
- Zetor 25A (1945)
- Zetor P-133 (1946)
- Zetor Super 50 (1955)
- Zetor 4511 (1959)
- Zetor 50 Super (1960)
- Zetor 2011 (1964)

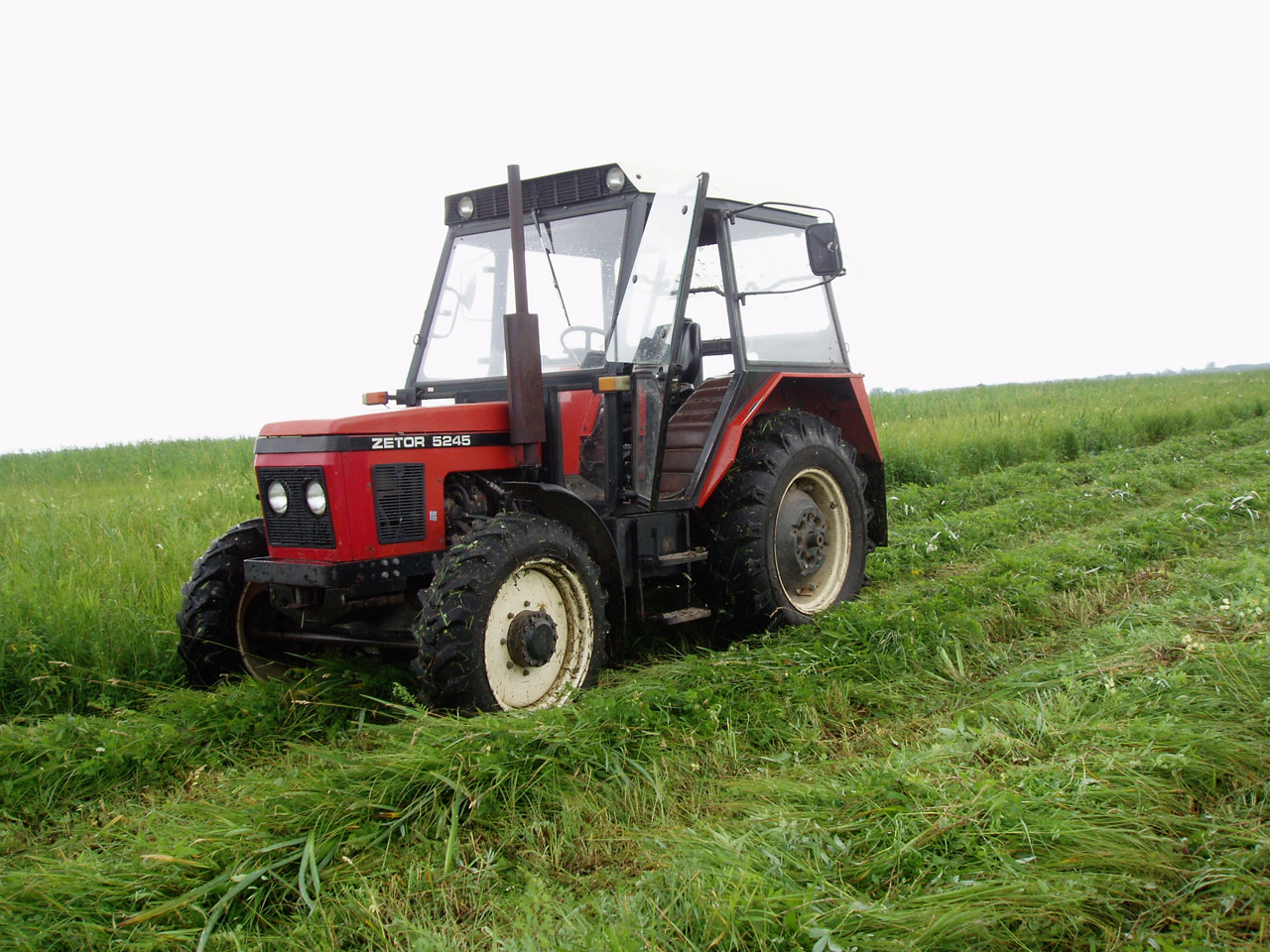
Zetor 5245

- Zetor 3045 (1968) - 3011 deluxe (1972)
- Zetor 2511 30CV (1970)
- Zetor 5748 Allrad (1971) - 5711 - 12045 (1978)
- Zetor 12011 - 12111 - 12145 (1989)
- Zetor Serie UR-I: 5211 - 6211 - 7211 - 7711 (1991)
- Zetor Serie UR-I: 5245 - 6245 - 7245 - 7745 (1991)
- Zetor Crystal 8011 - 8045
- Zetor 1340 Turbo
- Zetor 10111 - 10145 (1993)
- Zetor 10211 - 10245
- Zetor 12211 - 12245
- Zetor 16145 Turbo
- Zetor ZT300 Cingolato (anni ‘70)

## In produzione

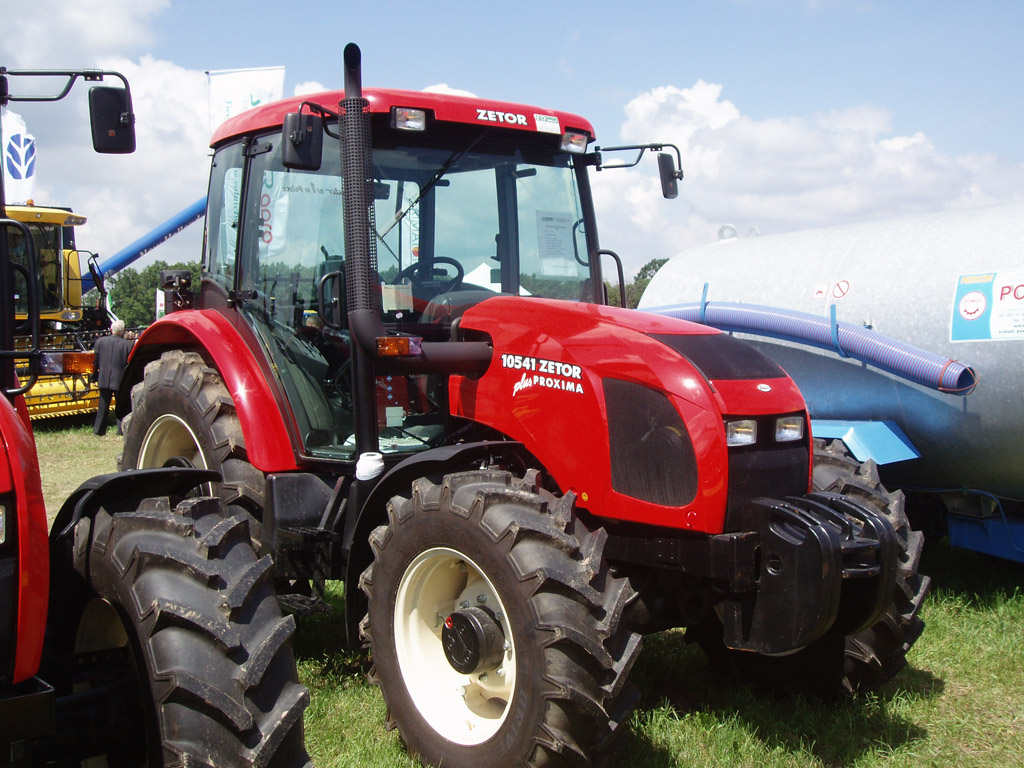
Zetor Proxima Plus 10541

Attualmente la società produce i trattori Proxima, Proxima Plus e Forterra.
I motori delle tre serie vengono realizzati dalla stessa fabbrica e sono costituiti da 4 cilindri sviluppanti da 70 a 120cv ed equipaggiati con cambio powershift con diversi rapporti e retromarce a seconda del modello.
Oltre ai trattori e ai loro componenti, vengono prodotti anche i motori fissi della Serie I (fino a 58 Kw) e della Serie III (fino a 77 Kw), oltre a componenti automobilistici.